# Waardgelder

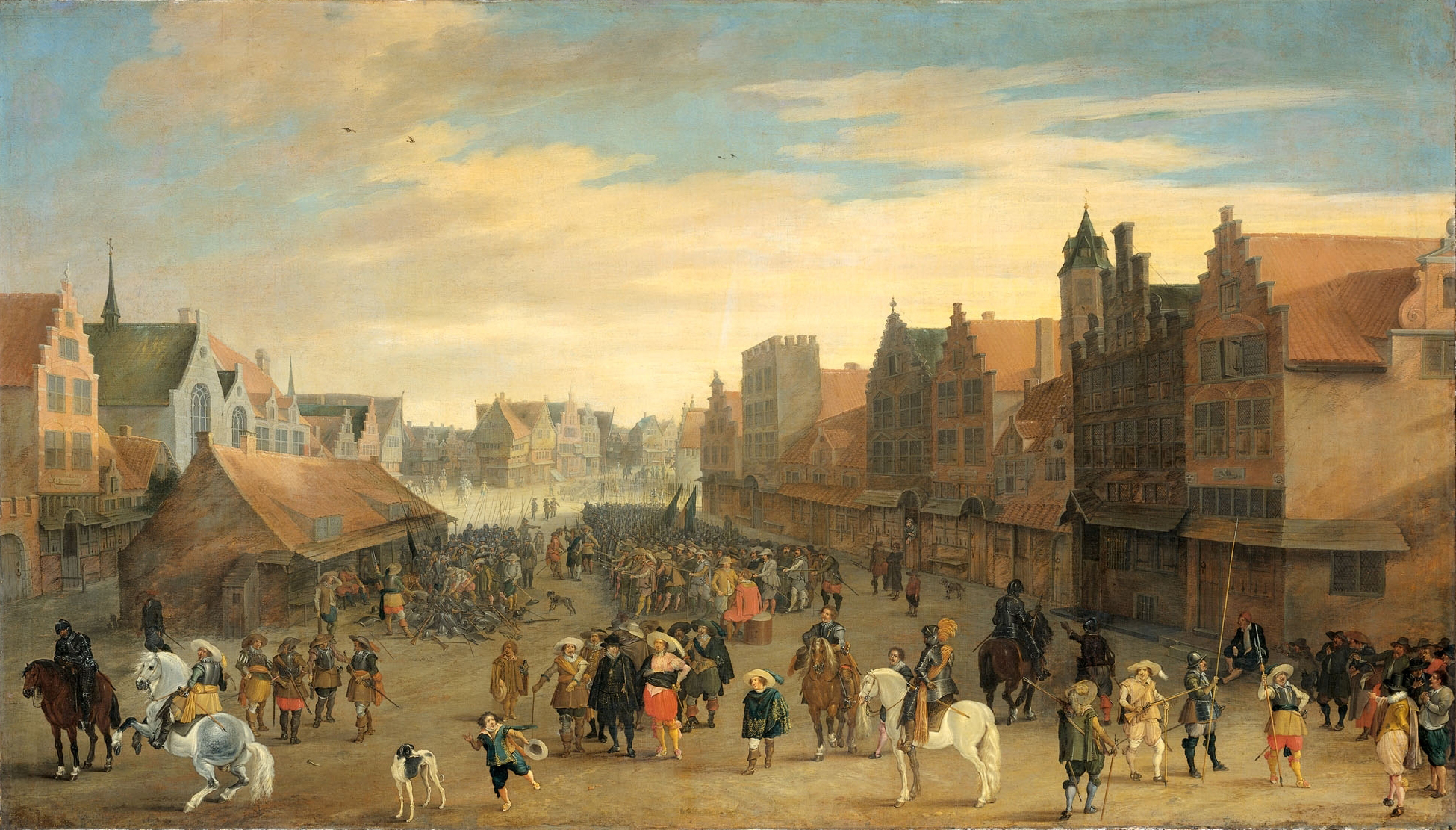
De waardgelders worden afgedankt op de Neude in Utrecht door Prins Maurits, 31 juli 1618
(Joost Cornelisz. Droochsloot, 1625)

Een waardgelder is een huursoldaat of huurling in de Republiek der Zeven Verenigde Nederlanden. Het woord komt van het Duitse woord wartegeld wat wachtgeld betekent. In de 16e en 17e eeuw werden waardgelders aangesteld door de stedelijke magistraat ter bescherming van de stad tegen onlusten of aanvallen, als de eigen schutterij de situatie niet aankon. Het stadsbestuur had hiervoor toestemming nodig van de Staten-Generaal, die over de defensie van de Unie gingen.
Het aanstellen van waardgelders begon tijdens de Nederlandse opstand. Johan van Oldenbarnevelt vermeldt dat ze in het jaar 1583, na de aanslag van de Hertog van Anjou op Antwerpen, in Rotterdam werden ingevoerd, omdat er onder de burgerij aldaar, groten lust was tot de Française, zodat men daar over beluchtende was enige populaire commotie ooft' hatelijkheden en daar en begreep dat men dezen best en insgelijks zou voorkomen niet door de schutterijen en met wapenen van de inwoners, maar door het in soldij nemen van enige luiden van wapenen, tot assistentie van de wettelijke autoriteit.
Vanwege de twisten tussen remonstranten en contraremonstranten werd in augustus 1617 door de Staten van Holland de zogenoemde 'Scherpe Resolutie' aangenomen; deze resolutie gaf de steden in Holland de mogelijkheid om eigenhandig, en op kosten van de Staten, waardgelders aan te nemen om onlusten te voorkomen. In de praktijk was de resolutie gericht tegen de schutterijen die meestal bestonden uit contraremonstranten. Hiermee ondermijnden de Staten het gezag van stadhouder Maurits van Oranje, de kapitein-generaal van het Staatse leger. Deze begaf zich naar Utrecht om de nieuw aangestelde waardgelders weer af te danken. Ook de Hollandse afgevaardigden reisden naar de stad. De waardgelders zijn volgens de achttiende-eeuwse historicus Jan Wagenaar in alle stilte ontslagen en vervangen door bestaand, goedkoper en inheems krijgsvolk.

## Varia
In 1627 werden voor het Beleg van Grol 8.000 waardgelders aangesteld om een circumvallatielinie aan te leggen. Twee jaar later, voor het Beleg van 's-Hertogenbosch, werd hiervoor een aantal van 10.000 a 11.000 waardgelders ingehuurd.
Na de Vrede van Münster wilden de Hollandse steden, vooral Amsterdam, Dordrecht, Delft, Haarlem en het West-Friese Hoorn en Medemblik verkleining van het leger en handhaving van de waardgelders. Op 30 juli 1650 bracht Cornelis Bicker de schutterij in paraatheid met het oog op een aanval op Amsterdam door Willem II van Oranje. Er werden 2.000 waardgelders aangenomen. 
Bij het beleg van Zutphen in 1672 bestond de verdediging voor een deel uit waardgelders.